# Свистун сіроголовий
Свистун сіроголовий (Pachycephala olivacea) — вид горобцеподібних птахів родини свистунових (Pachycephalidae). Ендемік Австралії.

## Опис
Довжина птаха становить 18-20 см. Загалом сіроголових свистунів можна сплутати з самицями золотистих свистунів. У самця голова темно-сіра, груди світло-сірі, живіт, гаузка і надхвістя яскраво-червоні. У самиць нижня частина тіла коричнева. У сіроголових свистунів лапи і дзьоби бурі, очі темно-карі. Спів дуже мелодійний.

## Підвиди
Виділяють п'ять підвидів:
- P. o. macphersoniana White, HL, 1920 — схід Австралії;
- P. o. olivacea Vigors & Horsfield, 1827 — південний схід Австралії;
- P. o. bathychroa Schodde & Mason, IJ, 1999 — південь штату Вікторія;
- P. o. apatetes Schodde & Mason, IJ, 1999 — Тасманія і острови Бассової протоки;
- P. o. hesperus Schodde & Mason, IJ, 1999 — південь Австралії.

## Поширення і екологія
Сіроголові свистуни поширені від хребта Мак-Ферсона на крайньому південному сході Квінсленда на південь через Новий Південний Уельс до Вікторії і до південного сходу Південної Австралії, а також на Тасманії та на островах Фліндерс і Кінг.

## Поведінка
Сіроголові свистуни переважно комахоїдні. Гніздяться з вересня по грудень, за сезон вилупляється один виводок. Гніздо чашоподібне, зроблене з гілочок, трави і шматочків кори, встелене м'якою рослинністю. Воно закріплюється на дереві за допомогою павутиння на висоті до 2 м над землею. В кладці 2-3 овальних яйця розміром 20×28 мм. Вони блискучі, кремові, поцятковані коричневими, чорними і блідо-ліловими плямками.

## Збереження
МСОП вважає цей вид таким. що не потребує особливих заходів зі збереження, однак в штаті Новий Південний Уельс сіроголові свистуни вважаються вразливим, оскількі їм загрожують інтродуковані хижаки, зокрема лиси і здичавілі коти.